# V509 Cassiopeiae

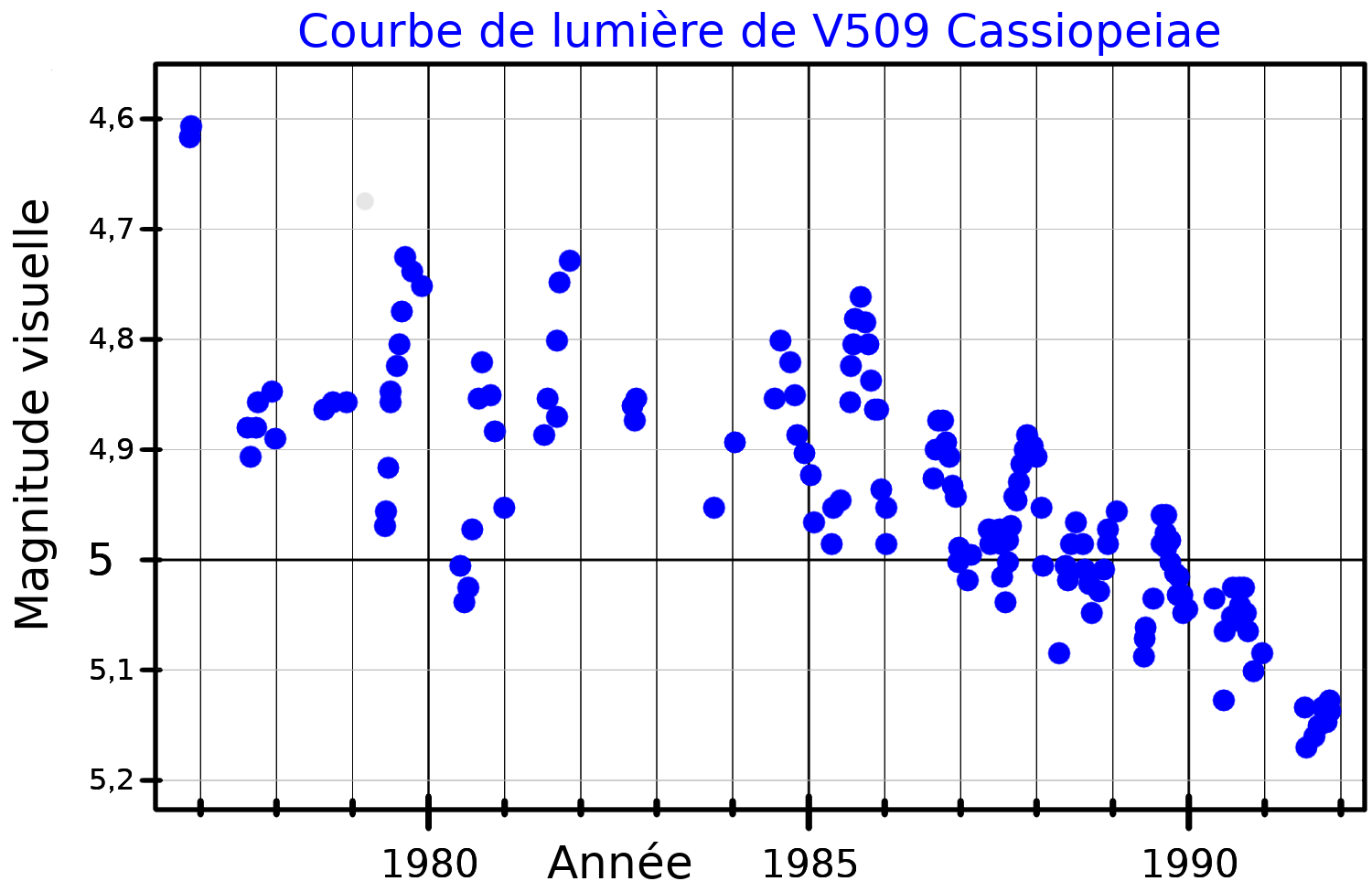
Corba de lluminositat de V509 Cassiopeiae.

V509 Cassiopeiae (V509 Cas / HR 8752) és un estel variable a la constel·lació de Cassiopiea de magnitud aparent mitjana +5'10. S'hi troba molt allunyada del sistema solar, a uns 3.500 parsecs (11.500 anys llum) de distància. Forma part de l'associació estel·lar Cepheus OB1.

## Característiques físiques
V509 Cassiopeiae és una hipergegant groga de tipus espectral variable. De característiques similars a ρ Cassiopeiae, aquesta classe d'objectes són particularment rars i només es coneixen set d'ells en la Via Làctia. V509 Cassiopeiae figura catalogada en la base de dades SIMBAD com a G0I, però el seu tipus espectral ha anat canviant el llarg dels anys de G3Ia (1950-1959), a K2-5Ia (1973), G4Ia (1980) i F8Ia (1991). Conseqüentment també la seva temperatura efectiva ha experimentat importants fluctuacions, enregistrant-se valors compresos entre 4.570 i 7.170 K. Aquestes fluctuacions s'atribueixen a petits canvis en el seu vent estel·lar o en el seu embolcall. A més, perd massa estel·lar a un ritme molt elevat, a raó de 1,2 × 10−5 masses solars per any. Aquest prodigiós ritme de pèrdua de massa té lloc des de no fa més de 1.000 anys aproximadament, no existint indicis d'una pèrdua de massa tan acusada amb anterioritat. No obstant això, V509 Cassiopeiae no sembla estar envoltada per material circumestel·lar. No presenta un gran excés en l'infraroig ni emissió molecular coneguda, a excepció de CO, que ja ha estat detectat.
La lluminositat de V509 Cassiopeiae equival a la de 400.000 sols i és un estel de gran grandària, el seu radi és 400 vegades més gran que el del Sol. És una dels estels coneguts de major grandària i un dels més lluminosos de la galàxia. Així mateix, és una radiofont notable.
D'altra banda, V509 Cassiopeiae és un estel doble l'acompanyant del qual, de tipus espectral B1V, està visualment separat d'ell 0'08 segons d'arc.

## Estat evolutiu
Probablement a la superfície de V509 Cassiopeiae es produeixen pulsacions no radials. L'estel sembla tornar-se més blau amb el transcurs del temps, implicant un augment en la temperatura de 800 K durant la dècada de 1980. Igual que IRC+10420, s'ha deduït que l'estrella està en evolució des de la fase de supergegant vermella cap a la fase de variable lluminosa blava; la seva elevada massa —en el seu naixement 40 masses solars— és un indicatiu que acabarà la seva vida com una supernova.. La seva massa actual es xifra entre 12'0 i 18'8 vegades la massa del Sol, estimant-se la seva edat és 17'0 ± 0'5 milions d'anys.

## Variablidad
V509 Cassiopeiae és una variable semiregular SRD la lluentor de la qual oscil·la entre magnitud 4'75 i 5'50. Les observacions fotomètriques del satèl·lit Hipparcos suggereixen diversos períodes de 510, 300, 180, 62 i 37 dies.